# 왕들의 전쟁
《왕들의 전쟁》(A Clash of Kings)은 조지 R. R. 마틴의 소설 얼음과 불의 노래의 2부다. 영국에서 초판이 1998년 11월 16일 출간됐다. 미국 초판은 1999년 3월, 대한민국 초판은 2000년 11~12월에 출간됐다. 1부인 왕좌의 게임(A Game of Thrones)과 마찬가지로 1999년 로커스 상(Locus Award)의 최고 소설상을 받았고, 네벌러 상(Nebula Award) 최고 소설상 후보에 올랐다.